# Religija u Burkini Faso
Točni podaci o Religiji u Burkini Faso su približni zato što se islam i kršćanstvo usporedo prakticiraju s tradicionalnim vjerovanjima. Vlada Burkine Faso je objavila da je u popisu stanovništva 2006. godine oko 60,5% stanovništva prakticiralo islam, a većina muslimana je pripadala Sunitima, dok je rastuća manjina naginjala šijitizmu. 
Značajan broj Sunita identificira se s tidžanijskim sufistima. Također vlada Burkine Faso je procijenila da su oko 19% stanovništva katolici, 15.3% sljedbenici tradicionalnih afričkih vjerovanja, 4.2% pripadnici različitih protestantskih denominacija, 0.6% pripadaju drugim religijama i oko 0.4% se izjasnilo bez religije.
Ovo pokazuje viskok novo tolerancije različitih religija međusobno. Čak i za muslimane i kršćane, stari animistički običaji su još uvijek visoko rangirani. Velika džamija u Bobo-Dioulassou je sagrađena zajedničkim naporima svih vjera koji su potpomogli njenu gradnju.
Statistika o vjerskim afinitetima su približne zato što je sinkretizam, koji utjelovljuje tradicionalna animistička vjerovanja i tradicije, široko raširen između kršćana i muslimana. Većina stanovništva prakticira neke od tradicionalnih animističkih vjerovanja do različitih stupnjeva, i čvrsta povezanost s kršćanstvom i islamom je često nominaln. Skoro svi stanovnici su vjernici i ateizam virtualno ne postoji.

## Zemljopis
Sljedbenici islama uglavnom naseljavaju područja oko sjeverne, istočne i zapadne granice, dok kršćani žive u središtu države. 
Stanovništvo prakticira tradicionalna animistička vjerovanja diljem zemlje, posebno u seoskim sredinama. Ouagadougou, glavni grad Burkine Faso, ima mješovito muslimansko-kršćansko stanovništvo; dok, u Bobo-Dioulassou, drugom po veličini gradu u državi žive uglavnom muslimani. U ova dva grada žive manje grupe imigranata iz Sirije i Libanona i većinom su kršćani.

## Narodne skupine
Više od 60 različitih naroda živi u Burkini Faso. Većina ovih etniciteta je vjerski heterogena, iako pripadnici naroda Fula i Dyula su uglavnom muslimani.